# Georgi Georgiev (labdarúgó)
Georgi Kosztadinov Georgiev, bolgárul: Георги Костадинов Георгиев; (Plovdiv, 1963. január 10. –) bolgár válogatott labdarúgó.
A bolgár válogatott tagjaként részt vett az 1994-es világbajnokságon.

## Sikerei, díjai
CSZKA Szofija
- Bolgár bajnok (2): 1988–89, 1989–90
- Bolgár kupa (1): 1988–89